# Charta (ort)
Charta är en ort i Colombia.   Den ligger i departementet Santander, i den norra delen av landet, 300 km norr om huvudstaden Bogotá. Charta ligger 2 000 meter över havet och antalet invånare är 650.
Terrängen runt Charta är bergig åt nordost, men åt sydväst är den kuperad. Runt Charta är det ganska glesbefolkat, med 27 invånare per kvadratkilometer. Närmaste större samhälle är Matanza, 7,0 km nordväst om Charta. I omgivningarna runt Charta växer i huvudsak städsegrön lövskog.